# Witbuiklijstertimalia
De witbuiklijstertimalia (Illadopsis turdina synoniem: Ptyrticus turdinus) is een zangvogel uit de familie Pellorneidae.

## Verspreiding en leefgebied
Deze soort komt voor in centraal Afrika en telt drie ondersoorten:
- I. t. harterti: centraal Kameroen.
- I. t. turdinus: zuidelijk Soedan en noordoostelijk Congo-Kinshasa.
- I. t. upembae: zuidoostelijk Congo-Kinshasa, oostelijk Angola en noordwestelijk Zambia.

## Status
De grootte van de populatie is niet gekwantificeerd maar de soort wordt omschreven als schaars tot plaatselijk vrij algemeen. Op de Rode lijst van de IUCN heeft deze soort de status niet bedreigd.